# Skal vi danse?
Skal vi danse? – norweski program rozrywkowy, nadawany od 2006 przez stację TV2 i produkowany na podstawie międzynarodowego formatu Dancing with the Stars na licencji BBC Worldwide.

## Zasady programu
W programie biorą udział pary złożone z osobowości medialnej i zawodowego tancerza towarzyskiego. W każdym odcinku uczestnicy prezentują przed publicznościa przygotowany taniec, który oceniany jest przez komisję jurorską w skali ocen od 1 do 10.
W każdym odcinku z konkursu odpada jedna para, która uzyskała najmniejszą liczbę głosów od jurorów i telewidzów, oddających głosy poprzez głosowanie telefonicznie i/lub SMS-owe.

## Ekipa

### Prowadzący
| Jurorzy                 | Edycje | Edycje | Edycje | Edycje | Edycje | Edycje | Edycje | Edycje | Edycje | Edycje | Edycje | Edycje | Edycje | Edycje | Edycje |
| Jurorzy                 | 1      | 2      | 3      | 4      | 5      | 6      | 7      | 8      | 9      | 10     | 11     | 12     | 13     | 14     | 15     |
| ----------------------- | ------ | ------ | ------ | ------ | ------ | ------ | ------ | ------ | ------ | ------ | ------ | ------ | ------ | ------ | ------ |
| Katrine Moholt          |        |        |        |        |        |        |        |        |        |        |        |        |        |        |        |
| Anders Hoff             |        |        |        |        |        |        |        |        |        |        |        |        |        |        |        |
| Samuel Massie           |        |        |        |        |        |        |        |        |        |        |        |        |        |        |        |
| Didrik Solli-Tangen     |        |        |        |        |        |        |        |        |        |        |        |        |        |        |        |
| Carsten Skjelbreid      |        |        |        |        |        |        |        |        |        |        |        |        |        |        |        |
| Guri Solberg            |        |        |        |        |        |        |        |        |        |        |        |        |        |        |        |
| Yngvar Numme            |        |        |        |        |        |        |        |        |        |        |        |        |        |        |        |
| Kristian Ødegård        |        |        |        |        |        |        |        |        |        |        |        |        |        |        |        |
| Marthe Sveberg Bjørstad |        |        |        |        |        |        |        |        |        |        |        |        |        |        |        |
| Pia Lykke               |        |        |        |        |        |        |        |        |        |        |        |        |        |        |        |
| Tommy Steine            |        |        |        |        |        |        |        |        |        |        |        |        |        |        |        |

### Jurorzy
| Jurorzy                    | Edycje | Edycje | Edycje | Edycje | Edycje | Edycje | Edycje | Edycje | Edycje | Edycje | Edycje | Edycje | Edycje | Edycje | Edycje |
| Jurorzy                    | 1      | 2      | 3      | 4      | 5      | 6      | 7      | 8      | 9      | 10     | 11     | 12     | 13     | 14     | 15     |
| -------------------------- | ------ | ------ | ------ | ------ | ------ | ------ | ------ | ------ | ------ | ------ | ------ | ------ | ------ | ------ | ------ |
| Trine Dehli Cleve          |        |        |        |        |        |        |        |        |        |        |        |        |        |        |        |
| Egor Filipenko             |        |        |        |        |        |        |        |        |        |        |        |        |        |        |        |
| Merete Lingjærde           |        |        |        |        |        |        |        |        |        |        |        |        |        |        |        |
| Tore Petterson             |        |        |        |        |        |        |        |        |        |        |        |        |        |        |        |
| Toni Ferraz                |        |        |        |        |        |        |        |        |        |        |        |        |        |        |        |
| Gyda Bloch Thorsen         |        |        |        |        |        |        |        |        |        |        |        |        |        |        |        |
| Tor Fløysvik               |        |        |        |        |        |        |        |        |        |        |        |        |        |        |        |
| Christer Tornell           |        |        |        |        |        |        |        |        |        |        |        |        |        |        |        |
| Karianne Stensen Gulliksen |        |        |        |        |        |        |        |        |        |        |        |        |        |        |        |
| Alexandra Kakurina         |        |        |        |        |        |        |        |        |        |        |        |        |        |        |        |
| Trond Harr                 |        |        |        |        |        |        |        |        |        |        |        |        |        |        |        |
| Cecilie Brinck Rygel       |        |        |        |        |        |        |        |        |        |        |        |        |        |        |        |
| Anita Langset              |        |        |        |        |        |        |        |        |        |        |        |        |        |        |        |

Legenda:
     Juror/Jurorka
     Uczestnik/Uczestniczka

## Uczestnicy

### Pierwsza edycja (2006)
| Miejsce | Celebryta       | Tancerz              |
| ------- | --------------- | -------------------- |
| 1.      | Katrine Moholt  | Bjørn Wettre Holthe  |
| 2.      | Guri Schanke    | Tom Arild Hansen     |
| 3.      | Terje Sporsem   | Cecilie Brinck Rygel |
| 4.      | Finn Schjøll    | Lena Granaas Lillebø |
| 5.      | Otto Robsahm    | Michelle Lindøe      |
| 6.      | Anita Moen      | Thomas Kagnes        |
| 7.      | Dina            | Gustaf Lundin        |
| 8.      | Tom A. Haug     | Therese Cleve        |
| 9.      | Simen Agdestein | Gyda Bloch Thorsen   |
| 10.     | Signy Fardal    | Geir Gundersen       |

### Druga edycja (2006)
| Miejsce | Celebryta                | Tancerz               |
| ------- | ------------------------ | --------------------- |
| 1.      | Kristian Ødegård         | Alexandra Kakurina    |
| 2.      | Susann Goksør Bjerkrheim | Asmund Grinaker       |
| 3.      | Tone Damli Aaberge       | Tom Erik Nilsen       |
| 4.      | Steffen Tangstad         | Ingrid Beate Thompson |
| 5.      | Elisabeth Andreassen     | Mats Brattlie         |
| 6.      | Trude Mostue             | Tom Arild Hansen      |
| 7.      | Eirik Newth              | Therese Cleve         |
| 8.      | Ingar Helge Gimle        | Gyda Bloch Thorsen    |
| 9.      | Jeanette Roede           | Jan-Eric Fransson     |
| 10.     | Christer Torjussen       | Lena Granaas Lillebø  |

### Trzecia edycja (2007)
| Miejsce | Celebryta                     | Tancerz               |
| ------- | ----------------------------- | --------------------- |
| 1.      | Tshawe Baqwa                  | Maria Sandvik         |
| 2.      | Mona Grudt                    | Glenn Jørgen Sandaker |
| 3.      | Dag Otto Lauritzen            | Gyda Bloch Thorsen    |
| 4.      | Finn Christian Jagge          | Therese Cleve         |
| 5.      | Liv Marit Wedvik              | Asmund Grinaker       |
| 6.      | Mari Maurstad                 | Jan-Eric Fransson     |
| 7.      | Esben Esther Pirelli Benestad | Ingrid Beate Thompson |
| 8.      | Pia Haraldsen                 | Thomas Wendel         |
| 9.      | Trine Hattestad               | Mats Brattlie         |
| 10.     | Jostein Pedersen              | Michelle Lindøe       |

### Czwarta edycja (2008)
| Miejsce | Celebryta           | Tancerz                   |
| ------- | ------------------- | ------------------------- |
| 1.      | Lene Alexandra Øien | Tom-Erik Nilsen           |
| 2.      | Tore André Flo      | Nadia Chamicka            |
| 3.      | Mikkel Gaup         | Therese Cleve             |
| 4.      | Gaute Ormåsen       | Jelena Bokoriewa Wiulsrud |
| 5.      | Siri Kalvig         | Lars Alexander Wiulsrud   |
| 6.      | Tor Endresen        | Maria Sandvik             |
| 7.      | Hanne Krogh         | Asmund Grinaker           |
| 8.      | Hans Petter Buraas  | Gyda Bloch Thorsen        |
| 9.      | Sigurd Sollien      | Ingrid Beate Thompson     |
| 10.     | Jenny Skalvan       | Jegor Filipenko           |
| 11.     | Janne Formoe        | Jan Erik Hansen           |

### Piąta edycja (2009)
| Miejsce | Celebryta              | Tancerz                   |
| ------- | ---------------------- | ------------------------- |
| 1.      | Carsten Skjelbreid     | Jelena Bokoriewa Wiulsrud |
| 2.      | Mia Gundersen          | Glenn Jørgen Sandaker     |
| 3.      | Hallvard Flatland      | Alexandra Kakurina        |
| 4.      | Triana Iglesias        | Tobias Karlsson           |
| 5.      | Jan Thomas Mørch Husby | Gyda Bloch Thorsen        |
| 6.      | Margrethe Røed         | Asmund Grinaker           |
| 7.      | Svein Østvik           | Nadia Chamicka            |
| 8.      | Ellen Arnstad          | Lars Alexander Wiulsrud   |
| 9.      | Ole Klemetsen          | Marianne Sandaker         |
| 10.     | Elin Tvedt             | Jegor Filipenko           |
| 11.     | Anita Valen de Vries   | Alexcandar E. Halleland   |

### Szósta edycja (2010)
| Miejsce | Celebryta           | Tancerz                   |
| ------- | ------------------- | ------------------------- |
| 1.      | Åsleik Engmark      | Nadia Chamicka            |
| 2.      | Aylar Lie           | Jegor Filipenko           |
| 3.      | Stig Henrik Hoff    | Alexandra Kakurina        |
| 4.      | Maria Mittet        | Asmund Grinaker           |
| 5.      | Tommy Fredvang      | Rakel Kristina Aalmo      |
| 6.      | Håvard Lilleheie    | Jelena Bokoriewa Wiulsrud |
| 7.      | Cecilie Skog        | Tobias Karlsson           |
| 8.      | Stine Buer          | Tom-Erik Nilsen           |
| 9.      | Anne-Marie Ottersen | Glenn Jørgen Sandaker     |
| 10.     | Andrine Flemmen     | Lars Alexander Wiulsrud   |
| 11.     | Cato Zahl Pedersen  | Marianne Sandaker         |
| 12.     | Einar Gelius        | Olga Diwakowa             |

### Siódma edycja (2011)
| Miejsce | Celebryta         | Tancerz                   |
| ------- | ----------------- | ------------------------- |
| 1.      | Atle Pettersen    | Marianne Sandaker         |
| 2.      | Kari Traa         | Jegor Filipenko           |
| 3.      | Lars Bohinen      | Alexandra Kakurina        |
| 4.      | Stella Mwangi     | Asmund Grinaker           |
| 5.      | Noman Mubashir    | Nadia Chamicka            |
| 6.      | Anna Anka         | Glenn Jørgen Sandaker     |
| 7.      | Rune Larsen       | Olga Diwakowa             |
| 8.      | Anders Jacobsen   | Jelena Bokoriewa Wiulsrud |
| 9.      | Inger Lise Hansen | Lars Alexander Wiulsrud   |
| 10.     | Rachel Nordtømme  | Henrik Frisk              |

### Ósma edycja (2012)
| Miejsce | Celebryta               | Tancerz                   |
| ------- | ----------------------- | ------------------------- |
| 1.      | Hanne Sørvaag           | Jegor Filipenko           |
| 2.      | Ben Adams               | Tone Jacobsen             |
| 3.      | Cathrine Larsåsen       | Tom-Erik Nilsen           |
| 4.      | Eldar Vågan             | Jelena Bokoriewa Wiulsrud |
| 5.      | Linni Meister           | Calle Sterner             |
| 6.      | Vebjørn Sand            | Nadia Chamicka            |
| 7.      | Lars Erik Blokkhus      | Maria Sandvik             |
| 8.      | Steinjo Grieg Halvorsen | Marianne Sandaker         |
| 9.      | Lasse Ottesen           | Olga Diwakowa             |
| 10.     | Marit Mikkelsplass      | Lars Alexander Wiulsrud   |
| 11.     | Lillian Müller          | Glenn Jørgen Sandaker     |

### Dziewiąta edycja (2013)
| Miejsce | Celebryta               | Tancerz                   |
| ------- | ----------------------- | ------------------------- |
| 1.      | Eirik Søfteland         | Nadia Chamicka            |
| 2.      | Kim-Daniel Sannes       | Jelena Bokoriewa Wiulsrud |
| 3.      | Kathrine Sørland        | Tom-Erik Nilsen           |
| 4.      | Eli Hagen               | Bjørn Wettre Holthe       |
| 5.      | Venke Knutson           | Jegor Filipenko           |
| 6.      | Pål Anders Ullevålseter | Anette Stokke             |
| 7.      | Carl I. Hagen           | Therese Cleve             |
| 8.      | Jarl Goli               | Alexandra Kakurina        |
| 9.      | Isabella Martinsen      | Lars Alexander Wiulsrud   |
| 10.     | Rein Alexander          | Marianne Sandaker         |
| 11.     | Linda Johansen          | Glenn Jørgen Sandaker     |

### Dziesiąta edycja (2014)
| Miejsce | Celebryta             | Tancerz              |
| ------- | --------------------- | -------------------- |
| 1.      | Agnete Johnsen        | Jegor Filipenko      |
| 2.      | Roar Strand           | Nadia Chamicka       |
| 3.      | Linnéa Myhre          | Alexander Svanberg   |
| 4.      | André Villa           | Maria Sandvik        |
| 5.      | Per Heimly            | Therese Cleve        |
| 6.      | Line Verndal          | Glenn Jørgen Sandake |
| 7.      | Idar Vollvik          | Anette Stokke        |
| 8.      | Zahid Ali             | Alexandra Kakurina   |
| 9.      | Caroline Berg Eriksen | Kai André Lillebø    |
| 10.     | Fam Irvoll            | Tom Erik Nilsen      |
| 11.     | Kine Hellebust        | Geir Gundersen       |
| 12.     | Kashfa Gashamura      | Marianne Sandaker    |

### Jedenasta edycja (2015)
| Miejsce | Celebryta               | Tancerz               |
| ------- | ----------------------- | --------------------- |
| 1.      | Adelén                  | Benjamin Jayakoddy    |
| 2.      | Stian Thorbjørnsen      | Alexandra Kakurina    |
| 3.      | Samuel Massie           | Marianne Sandaker     |
| 4.      | Katarina Flatland       | Tom-Arild Hansen      |
| 5.      | PelleK                  | Anette Stokke         |
| 6.      | Gro-Helen Tørum         | Ivo Havranek          |
| 7.      | Gunvor Hals             | Kai André Lillebø     |
| 8.      | Christopher Mørch Husby | Maria Sandvik         |
| 9.      | Gitte Witt              | André Nilsen          |
| 10.     | Mads Kaggestad          | Therese Cleve         |
| 11.     | Pascal Dupuy            | Mai Mentzoni          |
| 12.     | Ida Maria               | Glenn Jørgen Sandaker |

### Dwunasta edycja (2016)
| Miejsce | Celebryta              | Tancerz               |
| ------- | ---------------------- | --------------------- |
| 1.      | Eilev Bjerkerud        | Madia Chamicka        |
| 2.      | Markus Bailey          | Mai Mentzoni          |
| 3.      | Raylee Kristiansen     | Alexander Svanberg    |
| 4.      | Stine Brun Kjeldås     | Benjamin Jayakoddy    |
| 5.      | Alex Rosén             | Alexandra Kakurina    |
| 6.      | Petter Kristiansen     | Marianne Sandaker     |
| 7.      | Jenny Jenssen          | Glenn Jørgen Sandaker |
| 8.      | Kristin Størmer Steira | Fredric Brunberg      |
| 9.      | Camilla Pihl           | Jørgen Nilsen         |
| 10.     | Glenn Jensen           | Ewa Trela             |
| 11.     | Eli Kari Gjengedal     | Ivo Havranek          |
| 12.     | Roger Ruud             | Lillian Aasebø        |

### Trzynasta edycja (2017)
| Miejsce | Celebryta             | Tancerz               |
| ------- | --------------------- | --------------------- |
| 1.      | Helene Olafsen        | Jørgen Nilsen         |
| 2.      | Cengiz Al             | Mai Mentzoni          |
| 3.      | Grunde Myhrer         | Ewa Trela             |
| 4.      | Jorun Stiansen        | Fredric Brunberg      |
| 5.      | Ida Gran-Jansen       | Benjamin Jayakoddy    |
| 6.      | Marna Haugen Burøe    | Glenn Jørgen Sandaker |
| 7.      | Erik Follestad        | Lillian Aasebø        |
| 8.      | Trude Drevland        | Bjørn Wettre Holthe   |
| 9.      | Erlend Elias Bragstad | Marianne Sandaker     |
| 10.     | Geir Schau            | Anette Stokke         |
| 11.     | Hedda Kise            | Ivo Havranek          |
| 12.     | Tommy Steine          | Alexandra Kakurina    |

### Czternasta edycja (2018)
| Miejsce | Celebryta             | Tancerz             |
| ------- | --------------------- | ------------------- |
| 1.      | Einar Nilsson         | Anette Stokke       |
| 2.      | Jan Gunnar Solli      | Rikke Lund          |
| 3.      | Martine Lunde         | Fredric Brunberg    |
| 4.      | Thea Næss             | Ivo Havranek        |
| 5.      | Sophie Elise Isachsen | Benjamin Jayakoddy  |
| 6.      | Morten Hegseth Riiber | Mai Mentzoni        |
| 7.      | Amalie Snøløs         | Jørgen Nilsen       |
| 8.      | Aleksander Sæterstøl  | Lillian Aasebø      |
| 9.      | Aune Sand             | Ewa Trela           |
| 10.     | Dorthe Skappel        | Alexander Svanberg  |
| 11.     | Frank Løke            | Tone Jacobsen       |
| 12.     | Marianne Krogness     | Bjørn Wettre Holthe |